# Пут за Лос Анђелес
Пут за Лос Анђелес (енгл. Road to Los Angeles) је хронолошки први, али по датуму издања последњи роман Џона Фантеа о Артуру Бандинију. Настао је 1936. године, али није објављен све до 1985. године, две године после пишчеве смрти. Радња романа базирана је на доживљајима Артура Бандинија, симпатичног али свету релативно неприлагођеног младића опседнутог читањем филозофских и политичких дела. Бандини упорно покушава да нађе и задржи посао, али му то никако не успева, а притом долази у сталне сукобе са околином. Велики део радње заснива се на Бандинијевим покушајима да буде писац и упорном покушавању да се издигне од околине читајући значајна политичко-филозофска дела која, по сопственом признању, у великој мери уопште не разуме. Роман се окончава Бандинијевим напуштањем породице и поласком за Лос Анђелес. Роман би по томе био увод у романе Упитај прах и Снови са Бункер Хила, а наставак романа Чекај до пролећа, Бандини. Међутим, Бандинијева породица и живот се унеколико разликују у овом и осталим романима. У Путу за Лос Анђелес Бандини има сестру Мону (за разлику од браће из Чекај до пролећа, Бандини и Снови са Бункер Хила) и са мајком и сестром већ живи у Калифорнији, што није тако у осталим романима. Као и остали романи о Артуту Бандинију, и овај роман се одликује аутобиографским елементима.